# 윤석현 (1983년)
윤석현(1983년 9월 4일 ~ )은 대한민국의 배우다.

## 학력
- 원광고등학교 (졸업)
- 디지털서울문화예술대학교 연기예술학과 (졸업)
- 경민대학교 뮤지컬학과 전문학사 (졸업)

## 출연작

### 영화
- 《실종 2》 (2017년) - 고상우 역

### 드라마
- 《남남》 (2023년, ENA) - 오영민 역
- 《레이스》 (2023년, Disney+) - 맹철준 역
- 《청춘월담》 (2023년, tvN) - 벽천 송가의 수장 역 (특별출연)
- 《모범택시 2》 (2023년, SBS) - 상만 역
- 《일타 스캔들》 (2023년, tvN) - 송준호 역
- 《소방서 옆 경찰서》 (2022년, SBS) - 조두칠 역
- 《빅마우스》 (2022년, MBC) - 차승태 역
- 《기상청 사람들: 사내연애 잔혹사 편》 (2022년, JTBC) - 기상청 과장 역
- 《갯마을 차차차》 (2021년, tvN) - 최금철 역
- 《라스트》 (2015년, JTBC)

### 뮤지컬
- 《나와 나타샤와 흰 당나귀》
- 《미드나잇》
- 《재생불량소년》
- 《전설의 리틀 농구단》
- 《찌질의 역사》
- 《여신님이 보고 계셔》
- 《몬테크리스토》
- 《뉴 사랑은 비를 타고》
- 《프로포즈》
- 《스페셜레터》
- 《총각네 야채가게 2.0》
- 《오! 당신이 잠든 사이》
- 《싱글즈》
- 《형제는 용감했다》
- 《안녕!프란체스카》
- 《소리도둑》
- 《김종욱 찾기》
- 《소나기》
- 《카르멘》
- 《그 사람 이름은 잊었지만》
- 《러브퀼트》

### 연극
- 《나와 할아버지》
- 《우리 노래방가서 얘기 좀 할까》
- 《템플》
- 《B클래스》
- 《발칙한 로맨스》
- 《퍼즐》
- 《백설공주를 사랑한 난장이》